# David Meirhofer
David Gail Meirhofer (8 de junho de 1949 - 29 de setembro de 1974) foi um serial killer americano que confessou quatro assassinatos na zona rural de Montana entre 1967 e 1974 - três deles crianças. Meirhofer suicidou-se pouco depois de confessar e nunca foi julgado em tribunal.
No início da década de 1970, quando os crimes de Meirhofer estavam em andamento, o Federal Bureau of Investigation (FBI) estava refinando um método de perfis psicológicos de criminosos, e Meirhofer seria o primeiro serial killer a ser investigado ativamente usando essa técnica. O perfil do criminoso é agora um método contemporâneo usado para descobrir pistas relativas às características de um infrator desconhecido a partir de evidências na cena do crime e para traçar o perfil psicológico do agressor em questão.

## Infância
David Meirhofer nasceu em 8 de junho de 1949 em Bozeman, Montana, um dos cinco filhos de Clifford e Eleanor Meirhofer. Logo após seu nascimento, a família mudou-se para a pequena cidade de Manhattan, onde David passaria sua infância e adolescência. Ele frequentou a Manhattan High School local, onde, devido ao seu temperamento melancólico e natureza introvertida, sendo excluído e periodicamente sofria bullying por outros alunos.
Depois de se formar em 1967, Meirhofer trabalhou em vários bicos antes de ser convocado para o Exército no outono de 1968. Ele se alistou no Corpo de Fuzileiros Navais em 1º de outubro, passando os próximos meses em uma base militar em San Diego, Califórnia, como parte do Signal Corps . Após completar seu treinamento básico, ele foi enviado para o MCAS Cherry Point, antes de ser enviado para lutar na Guerra do Vietnã em 1969, servindo no 5º Batalhão de Comunicações. Por suas realizações na implantação de sistemas de comunicação e controle de formações militares durante ataques armados, ele foi premiado com a Medalha de Serviço de Defesa Nacional, a Medalha de Serviço do Vietnã e a Medalha de Campanha do Vietnã . Em agosto de 1971, ele retornou aos EUA, onde continuou seu serviço militar no Marine Corps Base Camp Pendleton.
Em 1973, Meirhofer foi dispensado com honra do exército e voltou para Manhattan. Ele logo se sustentou como um faz-tudo e carpinteiro autônomo, administrando uma loja na cidade.

## Sequestro de Susan Jaeger, investigação e prisão
Meirhofer passou pela primeira vez sob o radar da polícia após o sequestro de Susan Jaeger, de 7 anos. A garota havia sido sequestrada de uma barraca no meio da noite de 25 de junho de 1973, enquanto acampava com sua família no Missouri Headwaters State Park. Três dias depois, um homem ligou para um dos escritórios regionais do FBI em Denver, Colorado, alegando que havia sequestrado a garota e exigindo US$ 25.000 em resgate. Em 2 de julho, o vice do xerife do condado de Gallatin, Ron Brown, recebeu uma ligação semelhante. Desta vez, o sequestrador exigiu US$ 50.000 e, para sustentar suas alegações, descreveu a aparência de Jaeger, apontando que ela tinha uma unha única em um dedo indicador, o que foi posteriormente confirmado por seus parentes. Inicialmente, a polícia concordou em transferir o resgate, em uma tentativa velada de capturar o agressor, mas não teve sucesso, pois ninguém compareceu ao ponto de entrega. Em 24 de setembro, o sequestrador ligou para a casa da família Jaeger e conversou com o irmão mais velho de Susan, Daniel, de 16 anos, referindo-se às suas ligações anteriores ao xerife e ao FBI para provar que era ele. Naquela época, para gravar a conversa, a casa da família havia sido grampeada, resultando em uma gravação bem-sucedida da conversa completa. Depois de examiná-la, o FBI conseguiu rastrear a ligação até um posto de gasolina em Cheyenne, Wyoming. Apesar dessa revelação, eles não conseguiram prender um suspeito, e o caso permaneceu adormecido por vários meses.
Em fevereiro de 1974, aproximadamente 1.200 fragmentos de esqueletos foram encontrados no Lockhart Place, um rancho abandonado em Three Forks, Montana. Após um exame forense, foi determinado que os fragmentos pertenciam a duas vítimas distintas: a primeira era uma menina de 6 a 8 anos, enquanto a outra era uma mulher de 18 a 20 anos. Quatro meses depois, em 25 de junho, o sequestrador ligou novamente para os Jaegers. Durante aproximadamente uma hora, ele conversou com a mãe da menina, Marietta, durante a qual reafirmou que era ele, descrevendo a aparência de Susan e os telefonemas, encerrando a conversa dizendo que não poderia devolvê-la. Alguns dias depois, as autoridades foram contatadas por um morador de Three Forks chamado Ralph Green. Green relatou uma fatura de um telefonema feito em 25 de junho, que ele não havia feito. Enquanto investigavam seus cabos telefônicos, os policiais encontraram um gateway de voz e outros dispositivos embutidos em uma quebra de linha, que eles suspeitavam que o sequestrador de Susan Jaeger havia usado para fazer a ligação. Usando essas informações, vários perfis do FBI, que vinham trabalhando no aprimoramento de uma nova técnica de definição de perfis de criminosos, fizeram um perfil psicológico do suposto infrator. Pelas estimativas, o suspeito era um homem branco, com idades entre 25 e 30 anos, provavelmente morador da região, com experiência no setor de telecomunicações ou militar, e um conhecido excluído social que tinha problemas para interagir com outras pessoas.
No decorrer da investigação, a polícia considerou vários suspeitos, mas gradualmente estreitou Meirhofer como o culpado mais provável. A polícia observou que um homem com sua descrição fez viagens frequentes a Three Forks entre 1973 e 1974, onde realizou trabalhos de construção e instalação em várias fazendas, incluindo Lockhart Place, onde foram encontrados os restos mortais das duas vítimas. Depois de verificar sua agenda de viagens, eles também o localizaram com sucesso em Wyoming em setembro de 1973, depois de encontrar um recibo de uma oficina de automóveis em Cheyenne informando que ele estava lá em 24 de setembro, dia em que a ligação para a família Jaeger foi feita. Com base nessas evidências, Meirhofer foi preso em agosto de 1974 e levado à delegacia para interrogatório. No entanto, ele alegou que não era responsável pelo sequestro de Jaeger. Em uma tentativa de provar sua inocência, ele concordou em ser interrogado sob a influência de pentatol de sódio (então considerado um " soro da verdade " que poderia tornar os suspeitos menos propensos a mentir). Ele também fez um teste de polígrafo, cujos resultados se mostraram inconclusivos. Como não tinham provas sólidas para prendê-lo, as autoridades finalmente libertaram Meirhofer sem nenhuma acusação.
As gravações de áudio de seu interrogatório foram posteriormente mostradas aos pais de Susan, que mais tarde identificaram positivamente o interlocutor como David Meirhofer. Em setembro daquele ano, Marietta confrontou Meirhofer várias vezes, acusando-o de matar sua filha e insistindo-o a confessar. Após uma dessas reuniões, em 24 de setembro, o sequestrador, apresentando-se como "Travis", ligou novamente para a família, declarando com raiva que nunca mais veriam sua filha viva devido à cooperação com a polícia. Durante o telefonema, Marietta se referiu a Meirhofer pelo nome, ao qual ele não respondeu. Sem o conhecimento de Meirhofer, o FBI estava monitorando a ligação e, após um exame audiofonoscópico, determinou conclusivamente que ele realmente era a ligação era de fato ele, prendendo-o no dia seguinte.
Enquanto Meirhofer estava detido na cadeia do condado de Gallatin, em Bozeman, as autoridades começaram uma busca em sua casa e no interior de seu carro. Os investigadores encontraram roupas femininas ensanguentadas, manchas de sangue desbotadas, uma mão humana e vários dedos, dos quais Meirhofer mantinha na geladeira.

## Confissões e suicídio
Ao saber dessas descobertas, em 29 de setembro, Meirhofer confessou dois crimes. Ele admitiu ter sequestrado e matado Susan Jaeger, assim como Sandra Dykman Smallegan, de 19 anos, que havia desaparecido em 10 de fevereiro daquele ano de um jogo de basquete em Manhattan. Durante o interrogatório, Meirhofer admitiu que tentou estabelecer um relacionamento íntimo com Smallegan, mas depois que ela recusou, ele a sequestrou, amarrando e amordaçando sua vítima, da qual ela mais tarde sufocaria até a morte. Em relação a Jaeger, ele alegou que havia esfaqueado a menina até a morte logo após sequestrá-la, pois ela resistiu ferozmente. Seu motivo para o assassinato nunca foi determinado, pois Meirhofer negou veementemente que seu objetivo fosse estuprá-la. Depois de matar suas vítimas, Meirhofer desmembrou os corpos com uma faca de caça e uma serra e depois os queimou em uma fogueira, antes de finalmente espalhar cinzas e ossos restantes no Lockhart Place.
Em uma tentativa de evitar a pena capital, o advogado de defesa de Meirhofer negociou um acordo judicial envolvendo a confissão de dois assassinatos adicionais que não estavam ligados a Meirhofer. Uma foi a morte de Bernard L. Poelman, de 13 anos, morto a tiros em uma ponte em Three Forks em 19 de março de 1967, enquanto nadava com um amigo. A polícia inicialmente atribuiu o incidente de Poelman a um tiro acidental ou ricochete de caçadores ou atiradores. O segundo assassinato adicional foi o do escoteiro Michael E. Raney, de 12 anos, que havia sido espancado até a morte em Three Forks durante uma sessão de treinos ao ar livre. Embora um motivo definitivo para esses assassinatos também nunca tenha sido estabelecido, o próprio Meirhofer afirmou que antes de matar Raney, ele "queria [...] ter uma criança". Os interrogadores suspeitaram que Meirhofer pode ter cometido mais de quatro assassinatos, mas confessou apenas aqueles no condado de Gallatin devido ao acordo judicial com os promotores do condado. Alguns dos crimes de Montana que Meirhofer era suspeito de cometer foram posteriormente atribuídos a Wayne Nance (1955-1986), outro serial killer ativo em Montana nas décadas de 1970 e 1980; e ao motorista de caminhão de longa distância Richard William Davis, que foi postumamente ligado por DNA ao assassinato em 1974 de uma menina de cinco anos em Missoula, Montana.
Apenas quatro horas depois de dar suas confissões, Meirhofer foi encontrado morto em sua cela, depois de se enforcar com uma toalha. Os carcereiros não foram informados de que Meirhofer era suspeito de assassinato e ele não foi colocado em vigilância por suicídio. O xerife Lesley "Andy" Anderson foi formalmente censurado pelas autoridades do condado pelo suicídio e, na eleição seguinte, Anderson foi afastado do cargo depois de mais de duas décadas.
Os casos associados a Meirhofer foram encerrados, mas seu raciocínio e motivações para os assassinatos permanecem obscuros até hoje.
O irmão mais novo de Meirhof, Alan Meihofer, foi preso em 1986 por uma série de estupros de crianças perto de Seattle, Washington. Ele foi condenado em 1988 e libertado em 2017. Alan se recusou a falar com jornalistas ou policiais sobre possíveis conexões entre os crimes dele e de David.

## Representações na mídia

### Livros
A mãe de Susan Jaeger, Marietta Jaeger, escreveu um livro sobre o sequestro e assassinato de Susan. "A Criança Perdida" foi publicado em junho de 1983.
Em 2022, o autor e jornalista Ron Franscell escreveu "ShadowMan: An Elusive Psycho Killer and the Birth of FBI Profiling", sobre o caso Meirhofer e o papel desempenhado pelo primeiro perfil criminal do FBI, que tinha sido apenas um conceito teórico na época. Bureau até aquele ponto.

### Séries de tv
A curta série de docudrama da ABC " FBI: The Untold Stories " reencena o sequestro de Susan Jaeger e a investigação do FBI em busca de seu sequestrador, exibida em outubro de 1991.
A investigação da polícia e do FBI sobre o sequestro e assassinato de Susan Jaeger foi retratada no episódio de 27 de maio de 2003 da série documental televisiva "The FBI Arquivos" intitulado Dark Woods . No episódio, o nome David Meirhofer foi alterado para David Masterson.
Em setembro de 2013, a série Investigation Discovery "20/20 on ID" foi ao ar The Power of Forgiveness (S3 E5) . Marietta Jaeger compartilha sua dor emocional depois de receber uma ligação, que durou uma hora, de Meirhofer no aniversário de um ano do sequestro de sua filha e como a ligação ajudou na captura de Meirhofer pela polícia.

## Obras citadas e leitura adicional
Jaeger, Marietta (1983). The Lost Child. [S.l.]: Zondervan Publishing House. ISBN 0310458110
Douglas, John; Olshaker, Mark (1997). Journey Into Darkness: The FBI's Premier Investigator Penetrates the Minds and Motives of the Most Terrifying Serial Killers. Pocket Books. ISBN 978-1-439-19981-7
Jacobs, Don E. (2011). Analyzing Criminal Minds: Forensic Investigative Science for the 21st Century. Santa Barbara: Praeger Press. pp. 163–165. ISBN 978-0-313-39699-1
Ressler, Robert (1993). Whoever Fights Monsters: My Twenty Years Tracking Serial Killers for the FBI. United States: Simon & Schuster. pp. 213–217. ISBN 978-0-67171-561-8
Wilson, Colin; Seaman, Donald (2011) [1990]. The Serial Killers: A Study in the Psychology of Violence. London: Virgin Books Ltd. pp. 87–90. ISBN 978-0-75351-321-7